# Сорск
Сорск (хак. Сорығ) — город в России, административный центр административно-территориальной единицы в статусе города республиканского значения городского округа город Сорск Республики Хакасия. Население: 10 124 чел. (2021).

## Этимология
Название из местной топонимии, в его основе тюркский (хакасский) этноним сор или шор (в русском языке закрепился в форме шорцы).

## География
Расположен на восточных отрогах Кузнецкого Алатау, в 6 км к северо-западу от железнодорожной станции Ербинская Красноярской железной дороги, в 110 км от столицы республики города Абакана.

## История
Появление города связано с открытием в 1910 году Сорского медно-молибденового месторождения. В 1914 году начала работу станция Ербинская на Ачинско-Минусинской железной дороге. В 1928—1934 годах населённый пункт относился к Чарковскому сельскому совету (посёлок Уйбат). В 1935—1954 годах Сайгачинский сельский совет располагался на станции Ербинская Усть-Абаканского района. В 1939 году началось строительство молибденового комбината и рабочего посёлка (села) Сора. Указом Президиума Верховного Совета РСФСР от 31 декабря 1954 года населённый пункт Сора Усть-Абаканского района Хакасской автономной области Красноярского края отнесен к категории рабочих поселков с присвоением ему наименования — рабочий посёлок Дзержинский. 3 марта 1955 года был образован Дзержинский поселковый совет Усть-Абаканского района. Президиум Верховного Совета РСФСР указом от 15 сентября 1966 года преобразовал в город районного подчинения рабочий посёлок Дзержинский Усть-Абаканского района Хакасской автономной области Красноярского края с присвоением ему наименования — город Сорск. 21 октября 1966 года образован Сорский городской совет депутатов Усть-Абаканского района. В 2003 году город приобрёл статус муниципального образования, а в 2004 году получил статус самостоятельного городского округа.

## Муниципальное образование
Статус и границы городского округа установлены Законом Республики Хакасия от 7 октября 2004 года № 65 «Об утверждении границ муниципального образования город Сорск и наделении его статусом городского округа»

### Состав городского округа
В состав городского округа входят 4 населённых пункта:
| № | Населённый пункт | Тип населённого пункта        | Население |
| - | ---------------- | ----------------------------- | --------- |
| 1 | Ербинская        | посёлок станции               |           |
| 2 | Колтаров         | аал                           |           |
| 3 | Сорский подхоз   | посёлок                       |           |
| 4 | Сорск            | город, административный центр | ↘10 124   |

## Местное самоуправление
Глава муниципального образования
- Гурай Марина Сергеевна.

Председатель совета депутатов
- Веселова Галина Владимировна

## Население
| \| 1959[6] \| 1970[7] \| 1979[8] \| 1989[9] \| 1996[10] \| 1998[10] \| \| -------- \| -------- \| -------- \| -------- \| -------- \| -------- \| \| 11 092 \| ↘10 605 \| ↗12 232 \| ↗15 130 \| ↗15 600 \| ↘15 100 \| \| 2000[10] \| 2001[10] \| 2002[11] \| 2003[12] \| 2004[12] \| 2005[12] \| \| ↘14 900 \| ↗15 100 \| ↘13 313 \| ↘13 200 \| ↘12 300 \| ↘12 200 \| \| 2006[12] \| 2007[12] \| 2008[12] \| 2009[13] \| 2010[14] \| 2011[12] \| \| ↘12 100 \| →12 100 \| →12 100 \| ↗13 077 \| ↘12 143 \| ↘12 100 \| \| 2012[15] \| 2013[16] \| 2014[17] \| 2015[18] \| 2016[19] \| 2017[20] \| \| ↘11 908 \| ↘11 706 \| ↘11 496 \| ↘11 485 \| ↗11 504 \| ↗11 514 \| \| 2018[21] \| 2019[22] \| 2020[23] \| 2021[1] \| \| \| \| ↘11 416 \| ↘11 308 \| ↘11 215 \| ↘10 124 \| \| \| 5000 10 000 15 000 20 000 1979 2001 2006 2011 2016 2021 |         |         |         |         |         |
| 1959 | 1970    | 1979    | 1989    | 1996    | 1998    |
| 11 092 | ↘10 605 | ↗12 232 | ↗15 130 | ↗15 600 | ↘15 100 |
| 2000 | 2001    | 2002    | 2003    | 2004    | 2005    |
| ↘14 900 | ↗15 100 | ↘13 313 | ↘13 200 | ↘12 300 | ↘12 200 |
| 2006 | 2007    | 2008    | 2009    | 2010    | 2011    |
| ↘12 100 | →12 100 | →12 100 | ↗13 077 | ↘12 143 | ↘12 100 |
| 2012 | 2013    | 2014    | 2015    | 2016    | 2017    |
| ↘11 908 | ↘11 706 | ↘11 496 | ↘11 485 | ↗11 504 | ↗11 514 |
| 2018 | 2019    | 2020    | 2021    |         |         |
| ↘11 416 | ↘11 308 | ↘11 215 | ↘10 124 |         |         |

На 1 января 2025 года по численности населения город находился на 910-м месте из 1124 городов Российской Федерации.
С подчинёнными населёнными пунктами
| \| 2002[11] \| 2003[12] \| 2004[12] \| 2005[12] \| 2006[12] \| 2007[12] \| 2008[12] \| \| -------- \| -------- \| -------- \| -------- \| -------- \| -------- \| -------- \| \| 13 313 \| ↘13 200 \| ↘12 300 \| ↘12 200 \| ↘12 100 \| →12 100 \| →12 100 \| \| 2009[13] \| 2010[14] \| 2011[12] \| 2012[15] \| 2013[16] \| 2014[17] \| 2015[18] \| \| ↗13 077 \| ↘12 143 \| ↘12 100 \| ↘11 908 \| ↘11 706 \| ↘11 496 \| ↘11 485 \| \| 2016[19] \| 2017[20] \| 2018[21] \| 2019[22] \| 2020[23] \| 2021[1] \| \| \| ↗11 504 \| ↗11 514 \| ↘11 416 \| ↘11 308 \| ↘11 215 \| ↘11 023 \| \| 2500 5000 7500 10 000 12 500 15 000 2006 2011 2016 2021 |         |         |         |         |         |         |
| 2002 | 2003    | 2004    | 2005    | 2006    | 2007    | 2008    |
| 13 313 | ↘13 200 | ↘12 300 | ↘12 200 | ↘12 100 | →12 100 | →12 100 |
| 2009 | 2010    | 2011    | 2012    | 2013    | 2014    | 2015    |
| ↗13 077 | ↘12 143 | ↘12 100 | ↘11 908 | ↘11 706 | ↘11 496 | ↘11 485 |
| 2016 | 2017    | 2018    | 2019    | 2020    | 2021    |         |
| ↗11 504 | ↗11 514 | ↘11 416 | ↘11 308 | ↘11 215 | ↘11 023 |         |

## Инфраструктура
В городе имеются четыре общеобразовательных школы, в том числе три средних, музыкальная школа, три библиотеки, четыре детских сада, станция юных техников, спортивный комплекс, лыжная база. Застройка: частные домовладения, двух-, четырёх- и пятиэтажные дома.

## Промышленность
Сорский производственный комплекс (Сорский горно-обогатительный комбинат, Сорский ферромолибденовый завод). АО «Карат-ЦМ» (переработка отработанных шин (база бывшего завода силикатного кирпича).

## Здравоохранение
Имеется Сорская городская больница, осуществляющая медицинскую помощь терапевтического, хирургического, акушерско-гинекологического, педиатрического профиля, скорой и неотложной медицинской помощи, реаниматологии. При необходимости она может выполняет функцию районной, обслуживает население близлежащих населённых пунктов в радиусе до 40 км вокруг города. Главный врач Яркин Василий Геннадьевич (2021).

## Культура
- МУК «Сорский краеведческий музей им. В. В. Андрияшева»,
- дом культуры «Металлург»
- Лыжная база.